# (22870) Rosing
(22870) Rosing est un astéroïde de la ceinture principale.

## Description
(22870) Rosing est un astéroïde de la ceinture principale. Il fut découvert le 14 septembre 1999 à Fountain Hills (Arizona) par Charles W. Juels. Il présente une orbite caractérisée par un demi-grand axe de 2,69 UA, une excentricité de 0,17 et une inclinaison de 12,8° par rapport à l'écliptique.

## Compléments